# Phrudocentra mitigata
Phrudocentra mitigata är en fjärilsart som beskrevs av Louis Beethoven Prout 1912. Phrudocentra mitigata ingår i släktet Phrudocentra och familjen mätare. Inga underarter finns listade i Catalogue of Life.